# Vierakker
Vierakker est un village appartenant à la commune néerlandaise de Bronckhorst.

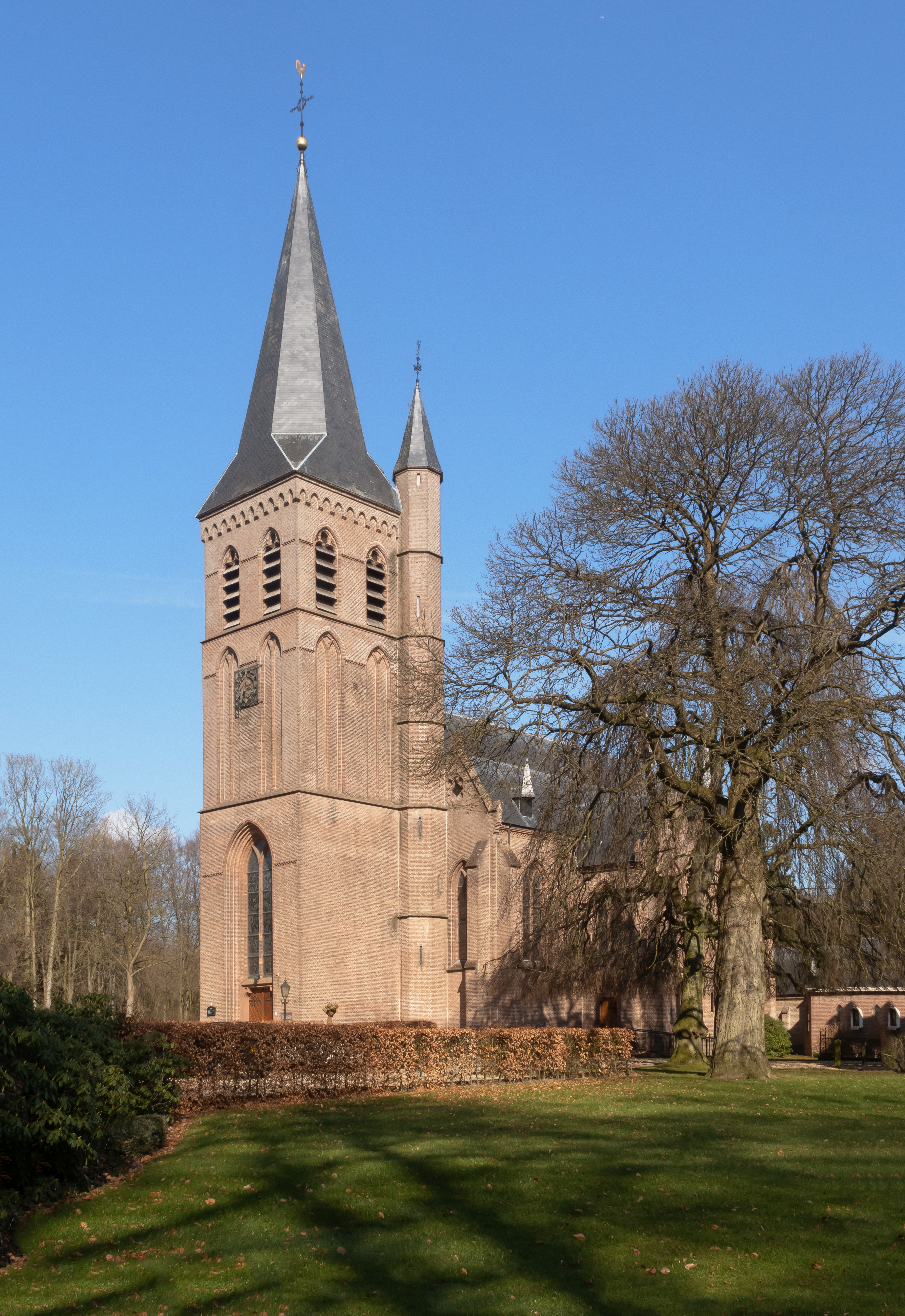
Vierakker, l'église: Sint Willibrorduskerk